# Toechima monticola
Toechima monticola är en kinesträdsväxtart som beskrevs av Sally T. Reynolds. Toechima monticola ingår i släktet Toechima och familjen kinesträdsväxter. Inga underarter finns listade i Catalogue of Life.